# Herrmann Friedrich Roetschke

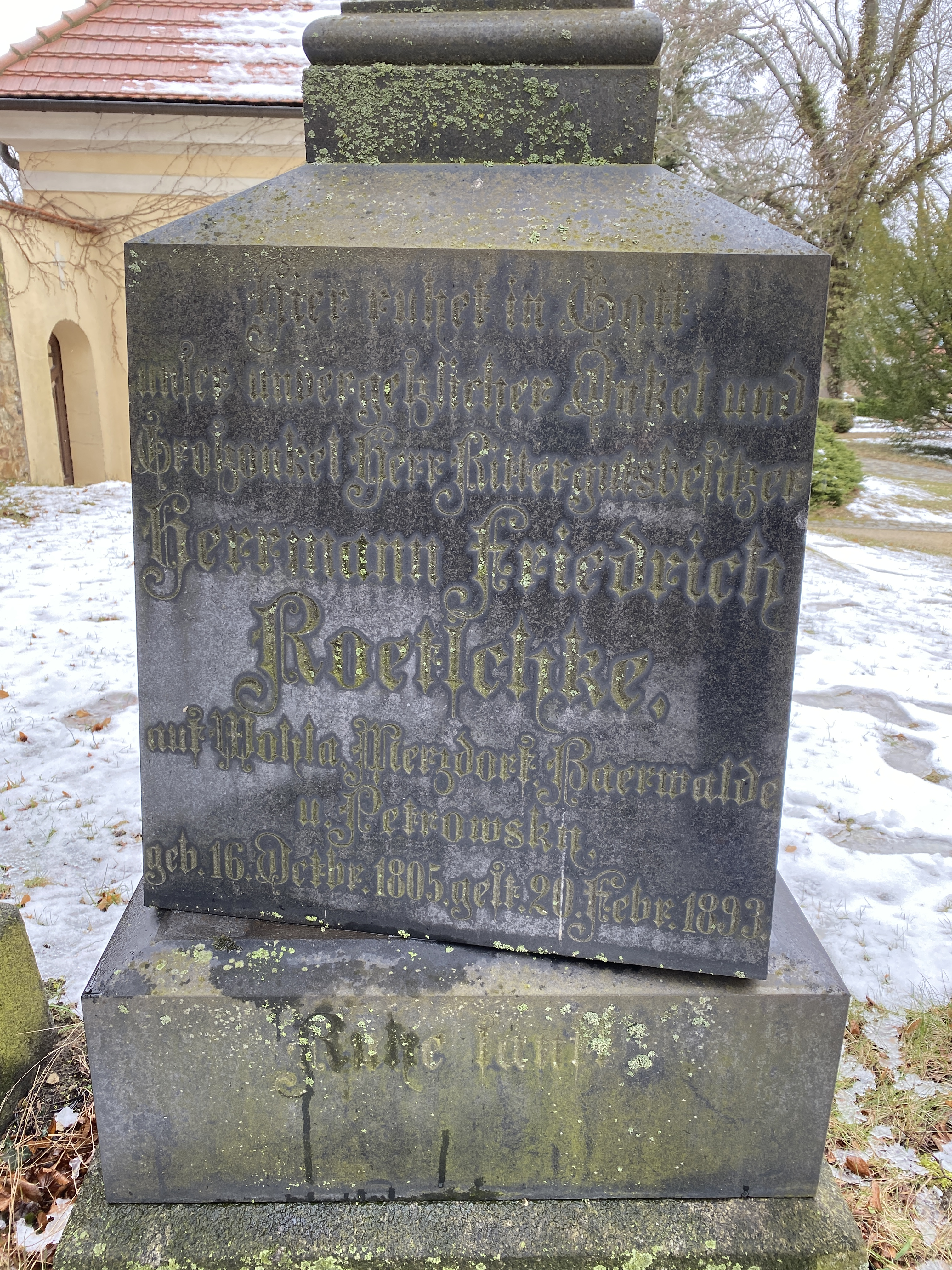
Grabstein von Herrmann Friedrich Roetschke

Herrmann Friedrich Roetschke (* 16. Oktober 1805; † 20. Februar 1893 auf Bärwalde bei Uhyst, Oberlausitz) war ein deutscher Rittergutsbesitzer und ist der Schöpfer der Rakotzbrücke mit dem Kromlauer Park im Stil der Romantik des 19. Jahrhunderts. Auch den Park Bärwalde mit seinen Basaltstelen- und Grottenarchitekturen legte Roetschke in den 1870er Jahren an.

## Werdegang
Zu seiner Ausbildung und seinem beruflichen Werdegang ist nichts bekannt. Sein Vermögen erwarb Roetschke durch den Handel und das Bewirtschaften von Rittergütern in der Lausitz.
In den Quellen taucht Herrmann Friedrich Roetschke erstmals mit dem Kauf vom Rittergut Sänitz per 1. April 1838 auf. Der Kauf vom Gut Steinbach ist überliefert per 17. Mai 1841. Der mit dem Käufer Roetschke erhaltene Kaufvertrag zum Rittergut Zschorno datiert auf den 15. September 1842. Zur gleichen Zeit ist der Kauf des Rittergutes Kromlau per 7. September 1842 durch Roetschke überliefert.
Im Jahr 1858 kaufte Roetschke das Holz und die Heide vom Gut Milkel.
Die beiden Güter Merzdorf und Bärwalde erwarb Roetschke zum ersten Mal 1855. Bereits 1864 verkaufte er sie, um beide im gleichen Jahr preiswerter zurückzukaufen. 1869 veräußerte Roetschke die Güter Merzdorf und Bärwalde erneut, um sie ebenso 1871 zurückzukaufen. 1876 verkaufte er die Güter Merzdorf und Bärwalde zum nunmehr dritten Mal. 1877 war Roetschke dann letztendlich für sein Wirken wiederum im Besitz der Güter Merzdorf und Bärwalde und blieb es wohl auch bis zu seinem Tode, da er auf Gut Merzdorf-Bärwalde starb.
Das russische Gut Petrowsky erwarb Roetschke einige Jahre nach Merzdorf-Bärwalde.
Aus dem Grundbucheintrag vom 25. Februar 1893 sind auch seine im Testament vom 6. Februar 1889 festgelegten Erben bekannt und überliefert, die einen Teil der Besitzungen Roetschkes – in Kromlau die Muthung „Kromlau“ – noch bis 1907 in Familienbesitz hielten.

## Roetschkes Parkgestaltungen

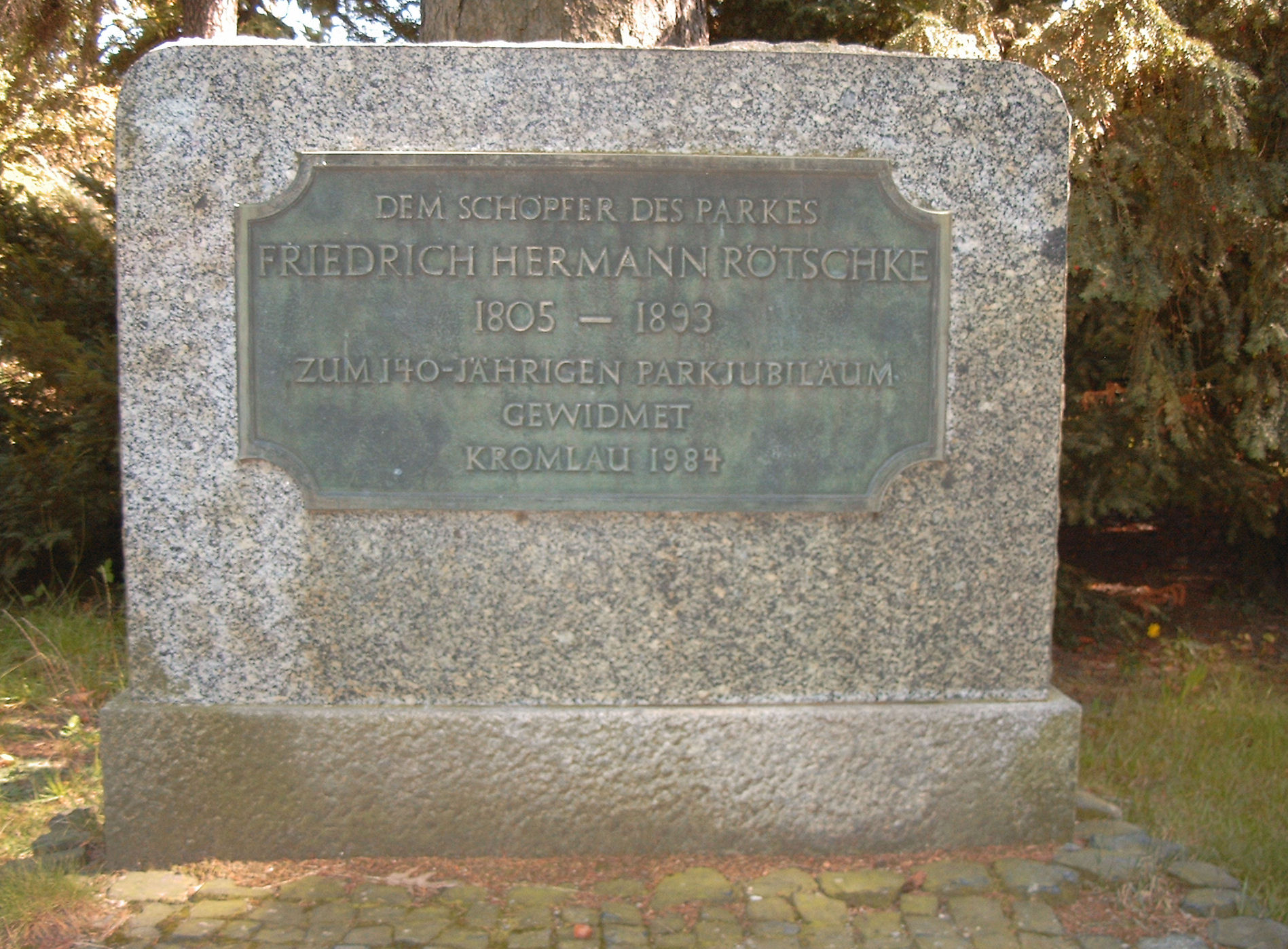
Gedenkstein für den Schöpfer des Kromlauer Parks

Rittergutsbesitzer Roetschke gilt ausweislich der Quellen der Besitzverhältnisse zum Rittergut Kromlau in der Zeit von 1842 bis 1875 als Initiator der Parkgestaltung der ersten Phase des Kromlauer Parkes, in der auch die Parkarchitekturen des Rakotzensembles mit der berühmten Rakotzbrücke entstanden sind. Gleichwohl ist das Ausrüsten der Rakotzbrücke erst für 1882 überliefert, wie der Gablenzer Chronist Adolf Aisch berichtet: „Am 11. September 1882 wurden die hölzernen Stützbögen, die bis dahin der Sicherheit wegen belassen waren, herausgeschlagen. Dabei stürzte der Zimmermann Traugott Wolsch aus Gablenz in den See und ertrank …“, dem folgend die Errichtung der Parkarchitekturen eher in der letzten Phase des Wirkens von Roetschke in Kromlau vor seinem Übertrag an die Eigentumsnachfolger 1875 zu datieren ist.
Roetschke schuf in seinem letzten Domizil der Güter Merzdorf-Bärwalde in der zweiten Hälfte der 1870er Jahre eine ebenso romantische Parkgestaltung mit Basaltstelengruppen und Grotten wie zuvor in seiner Kromlauer Zeit.

## Die Bedeutung der Roetschken Parkarchitekturen im Kontext der romantischen Parkgestaltungen des 19. Jahrhunderts

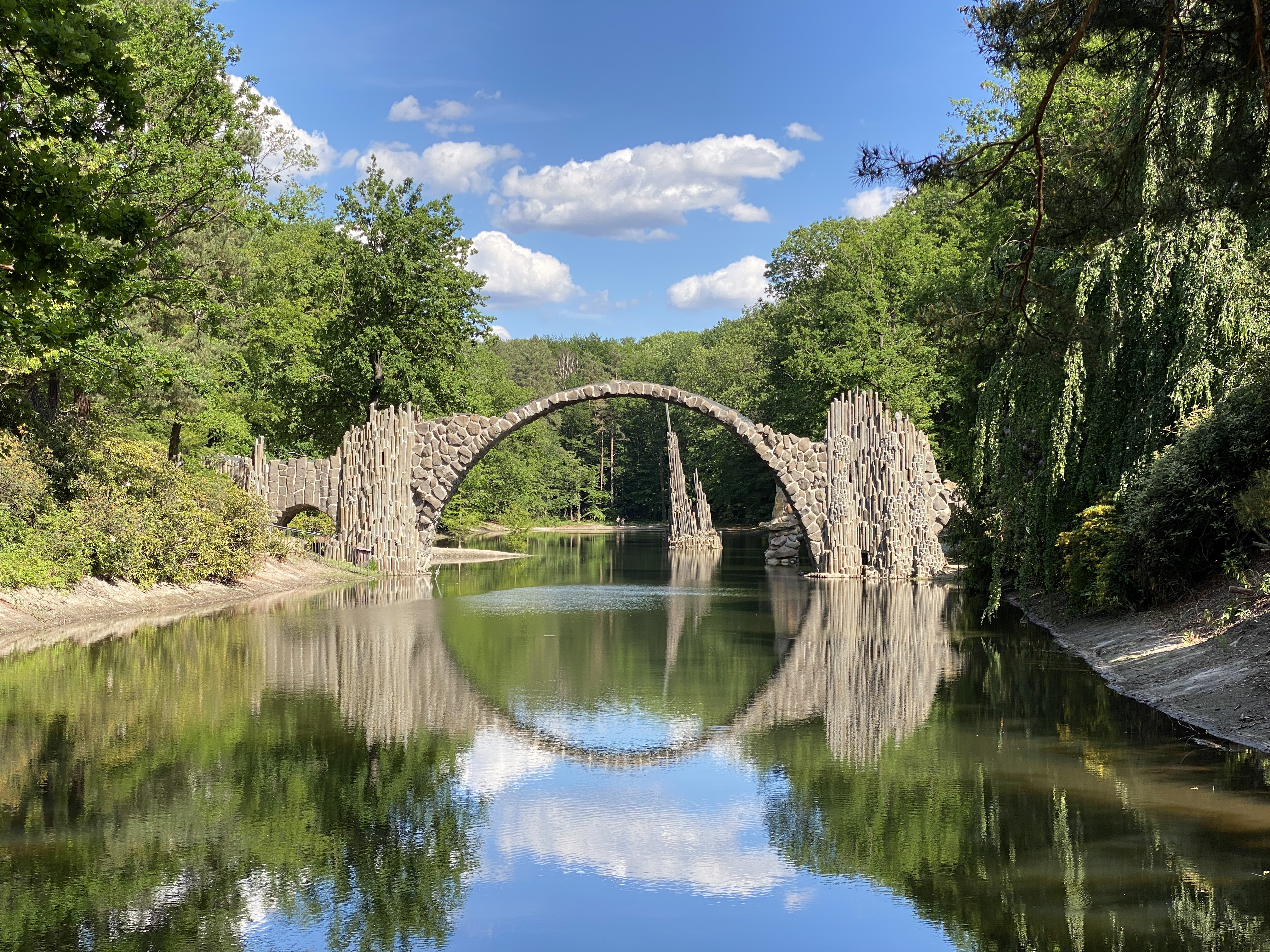
Rakotzbrücke im Kontext ihrer Spiegelung auf dem See und der Basaltinsel im Hintergrund

Die Parkgestaltung Roetschkes ist erkennbar im landschaftsgärtnerischen Bereich in Kromlau vom nur 5 km entfernten Bad Muskauer Park von Hermann Fürst von Pückler-Muskau als Vorbild des englischen Landschaftsgartens beeinflusst. Hingegen die Parkarchitekturen mit den romantischen Bildszenerien am Kromlauer Rakotzsee sind geradezu das Gegenteil dessen, was Pückler 1834 in seinem für die Landschaftsparkgestaltung im frühen 19. Jahrhundert so bedeutsamen Standardwerk „Andeutungen über Landschaftsgärtnerei“ im Elften Kapitel „Felsen“ referierte: „Es ist zwar eine sehr missliche Aufgabe, Felsen zu machen, und wo nicht wenigstens in der Nähe die Natur wirkliche liefert, die man absprengen und in ihrer alten Form ebenso wieder aufbauen kann, möchte jede Nachahmung ihren Zweck nicht ganz erreichen….“ Herrmann Friedrich Roetschke kreierte da mit seinen Parkarchitekturen zwischen 1866 und 1875 des Rakotz-Ensembles im Kromlauer Park ein geradezu diametrales Bild: Die Dramaturgie einer empfindsamen, aber rauen Naturkulisse, die mit ihren reichhaltigen eruptiven Steinbauten – teilweise von weither geholt – auch im Wortsinn bis auf die Spitze getrieben wurden. Dies ist eine bis dahin in dieser ausdrucksstarken Form der landschaftlichen Perzeption nicht bekannte Naturbühnenkulisse der Romantik, wie sie als Solitär in keinem anderen Landschaftspark in dieser fulminanten Bauweise kaum wieder erreicht wurde. Diese außergewöhnliche gestalterische Leistung Roetschkes verwandelt funktional nutzbare Gartenarchitekturen – z. B. der extrem weit spannenden Bogenbrücke aus nur einer Reihe an Basaniten zwischen bis zu 8 m hohen Basaltstelen aus einem Stück der künstlichen Berglandschaften – in ein eigenständiges Bildmedium einer romantischen Dramaturgie folgenden Naturkulisse. Die Rakotzbrücke war weder zum Begehen gedacht noch die Grotte als begehbarer Raum; Roetschkes Gestaltungsabsicht folgte einzig seinem Gedanken einer Inszenierung einer dramatischen Naturkulisse mit eruptiven Elementen, welche bis heute als einzigartiges Artefakt der Gartenkunst des 19. Jahrhunderts mit seiner künstlerischen Kreativität verbunden ist.